# دونالد تی. کمبل
دونالد توماس کمبل (انگلیسی: Donald Thomas Campbell; /ˈkæmbəl/; ۲۰ نوامبر ۱۹۱۶ – ۵ مهٔ ۱۹۹۶) یک دانشمند، پژوهشگر و متخصص در زمینه علوم اجتماعی و روان‌شناسی اهل ایالات متحده آمریکا بود.
او بود که نخستین بار عبارتِ معرفت‌شناسی تکاملی را ابداع کرد و یک نظریهٔ گزینش‌گرایانه دربارهٔ پدیدهٔ خلاقیت در انسان ارائه نمود. او همچنین به واسطهٔ کارهایش در زمینهٔ روش‌شناسی شهرت دارد.
بر پایهٔ گزارش مجله روان‌شناسی عمومی، او سی و سومین روان‌شناس قرن بیستم از لحاظ بیشترین استناد در مقالات روان‌شناسی است.